# Gerhard Maeß
Gerhard Siegfried Werner Maeß (* 27. Oktober 1937 in Magdeburg; † 25. Juni 2016 in Rostock) war ein deutscher Mathematiker und Hochschullehrer auf dem Gebiet der Numerischen Mathematik.

## Leben und Wirken
Gerhard Maeß machte sein Abitur 1955 in Magdeburg und studierte danach Mathematik und im Nebenfach Physik an der Friedrich-Schiller-Universität Jena. Nach dem Diplom 1960 war er wissenschaftlicher Mitarbeiter am Institut für Angewandte Mathematik und Mechanik der Akademie der Wissenschaften der DDR. An der Humboldt-Universität zu Berlin wurde er 1965 mit einer Arbeit über Quantitative Verfahren zur Bestimmung periodischer Lösungen autonomer nichtlinearer Differentialgleichungen zum Dr. rer. nat. promoviert.
Im Anschluss war er dort bis 1970 auch Lehrbeauftragter. Nebenberuflich war er Fachredakteur am Zentralblatt für Mathematik. Er war seit 1970 Hochschuldozent an der Universität Rostock und habilitierte sich 1976 an selbiger über die iterative Lösung linearer Gleichungssysteme. 1980 wurde er zum Professor für Numerische Mathematik berufen, 2003 emeritiert.
Maeß war von 1990 bis 1998 Rektor der Universität Rostock. In seiner Amtszeit erfolgte 1991 die Übernahme der universitären Ausbildung der Ingenieurhochschule für Seefahrt Warnemünde/Wustrow (IHS) und die Universität Rostock wurde Rechtsnachfolger der Ingenieurhochschule. Der in der „Außenstelle Warnemünde“ verbleibende und nicht mehr universitär, sondern nunmehr als Fachhochschule neu ausgerichtete „Fachbereich Seefahrt“ wurde ebenfalls in der Amtszeit von Maeß als Rektor ab 1992 als neuer Fachbereich der Hochschule Wismar zugeordnet. Ebenfalls wurde 1991 auch die Pädagogische Hochschule Güstrow in die Universität Rostock eingegliedert. Im Jahr 1992 erfolgte unter dem Rektorat von Maeß auch die Gründung der „Fakultät für Ingenieurwissenschaften“, deren Gründungs-Dekan Otto Fiedler war.
Von 2000 bis 2004 war Maeß im Rahmen der akademischen Selbstverwaltung ein Ombudsmann. Er engagierte sich für die Deutsch-Japanische Gesellschaft und für das Musikleben in Mecklenburg-Vorpommern.

## Ehrungen
- Ordre des Palmes Académiques, Officier (1993)
- Bundesverdienstkreuz am Bande (15. Oktober 1998)[10]
- Ehrenmedaille der Agrarwissenschaftlichen Universität Debrecen (1998)
- Ehrenbuch der Hansestadt Rostock (1998)
- Kulturpreis der Hansestadt Rostock (1999)
- Ehrensenator der Universität Rostock (1999)

## Ehrenämter
- 1990–1994: Wissenschaftsrat
- 1990–1998: Hochschulrektorenkonferenz (Senat, Ständige Kommission Strukturplanung)
- 1990–1998:  Senat der Max-Planck-Gesellschaft
- ab 1990: Vorstandsmitglied im Verein zur Förderung eines Deutschen Forschungsnetzes
- ab 1990: Gründungs-, Vorstands- und Verwaltungsausschussmitglied der Gesellschaft der Förderer der Universität Rostock
- 1991–1998: Mitglied des Kuratoriums des Leibniz-Instituts für Ostseeforschung

## Beiräte
- 1996–2001: Institut für Hochschulforschung Wittenberg
- 2002–2006: HRK-Stiftung
- Förderverein des Volkstheaters Rostock

## Schriften
- mit Helmut Kiesewetter: Elementare Methoden der numerischen Mathematik. Berlin und Wien 1974.
- Vorlesungen über Numerische Mathematik. Berlin und Basel 1984 und 1988.
- mit Gerlind Birke und Raimond Strauss: Computergraphik. Berlin 1995. ISBN 3-464-57370-2